# Car Seat Headrest
Car Seat Headrest es una banda estadounidense de indie rock  originaria de Leesburg, Virginia, y reubicada en Seattle, Washington. Concebida como un proyecto en solitario del vocalista William «Will» James Toledo Barners en 2010, Car Seat Headrest ha publicado trece álbumes en la plataforma musical Bandcamp, tres de ellos con el sello de Matador Records. La banda comenzó a realizar giras al año siguiente, con material del álbum Teens of Denial (2016). El trabajo de Toledo ha generado un amplio culto de aficionados en internet y ha recibido atención en medios como Pitchfork, Rolling Stone, The New Yorker y Paste Magazine.

## Historia

### 2010-2014:lo-fiy lanzamientos en solitario; desde1hastaHow to Leave Town
Car Seat Headrest comenzó como un proyecto en solitario del cantante, compositor y multinstrumentista Will Toledo poco después de haberse graduado de la escuela secundaria. Toledo había publicado música previamente con el seudónimo Nervous Young Man, pero sus intentos infructuosos de establecer una audiencia lo motivaron a cambiar sus métodos, y eligió publicar canciones experimentales de forma anónima. Eligió el nombre Car Seat Headrest (que es el elemento repozacabezas de los asientos de automóvil) porque que a menudo grababa las voces de sus primeros álbumes en el asiento trasero de su coche para mayor privacidad.
En el transcurso del verano de 2010, publicó sus primeros álbumes con el seudónimo Car Seat Headrest: 1, 2, 3 y 4. Los primeros dos incorporaban estructuras menos convencionales en su composición, con letras en el modo narrativo del flujo de la conciencia, mientras que 3 y 4 comenzaron a cementar su estilo lo-fi. Luego de estos álbumes, Toledo comenzó sus clases en la Universidad de la Mancomunidad de Virginia y lanzó el extended play Sunburned Shirts durante su primer semestre. Más tarde, este se combinó con su quinto EP, 5, para conformar su primer álbum, My Back Is Killing Me Baby —publicado en marzo de 2011—. Algunas canciones extraídas de 5 también figuran en la compilación de lados b Little Pieces of Paper with "No" Written on Them.
Después de un semestre difícil y solitario en su universidad, Toledo se transfirió a la universidad William & Mary, donde lanzó su siguiente proyecto, Twin Fantasy, un álbum conceptual basado en una relación que mantenía en ese momento. Este fue sucedido por los EP Monomania y Starving While Living, ambos de 2012. Alrededor de este tiempo, comenzó a realizar presentaciones en vivo con sus compañeros estudiantes Katie Wood, Austin Ruhf y Christian Northover, de lo que derivó un álbum corto en vivo titulado Live at WCWM: Car Seat Headrest (2013). Toledo publicó su siguiente proyecto el mes siguiente, un álbum doble de dos horas de duración titulado Nervous Young Man. Tres de las canciones más el título del álbum fueron tomadas de su proyecto original, Nervous Young Men, pero habían sido reelaboradas y regrabadas. Quienes pagaron cinco dólares o más por la adquisición de Nervous Young Man también recibieron el recopilatorio de outtakes Disjecta Membra.
El último lanzamiento en solitario de Toledo fue How to Leave Town (2014), un EP de una hora de duración con instrumentación electrónica pesada y estructuras compositivas más ambiciosas.

### 2015-2017: Matador Records,Teens of StyleyTeens of Denial
En septiembre de 2015, Car Seat Headrest anunció que había firmado un contrato con la compañía discográfica Matador Records. Toledo, que recientemente se había graduado y mudado a Seattle, reclutó al bajista Jacob Bloom y al baterista Andrew Katz a través de Craigslist para grabar su siguiente álbum y realizar una gira. En octubre de ese año, la ahora banda lanzó el álbum recopilatorio Teens of Style, el primero en no ser lanzado exclusivamente a través de la plataforma de Bandcamp. Poco después del lanzamiento, Bloom abandonó el grupo para asistir a la escuela de medicina y fue reemplazado por el bajista Ethan Ives. Ives tocó el bajo en la mayoría de las grabaciones del siguiente lanzamiento de la banda, pero luego asumió la guitarra y otros instrumentos, mientras que Seth Dalby ejecutaba el bajo. Ives y Dalby luego tomaron estas posiciones durante presentaciones en vivo y lanzamientos sucesivos. El nuevo álbum, creado con procesos de estudio tradicionales, titulado Teens of Denial, se lanzó el 20 de mayo de 2016. Recibió elogios universales y llevó a la banda a un nuevo nivel de popularidad.
En 2017 lanzaron una mezcla alternativa de su sencillo «War Is Coming (If You Want It)» a través de Bandcamp por un día, y las ganancias fueron donadas al Transgender Law Center. La mezcla original de la canción se lanzó diez días después. El 13 de diciembre de 2017 publicaron sin previo aviso una versión regrabada de «Beach Life-In-Death», la segunda canción del álbum Twin Fantasy, a través de Spotify. Esto provocó rumores entre los fanáticos de que el álbum había sido regrabado para ser lanzado al año siguiente. El 27 de diciembre de 2017, los fanáticos encontraron una lista de Amazon que detallaba una versión regrabada de Twin Fantasy, y posteriormente la subieron al subreddit de Car Seat Headrest. A esto le siguió una lista en SRCVinyl.com que contenía la fecha 16 de febrero de 2018 como lanzamiento oficial.

### 2018-2019:Twin Fantasy (Face to Face)yCommit Yourself Completely

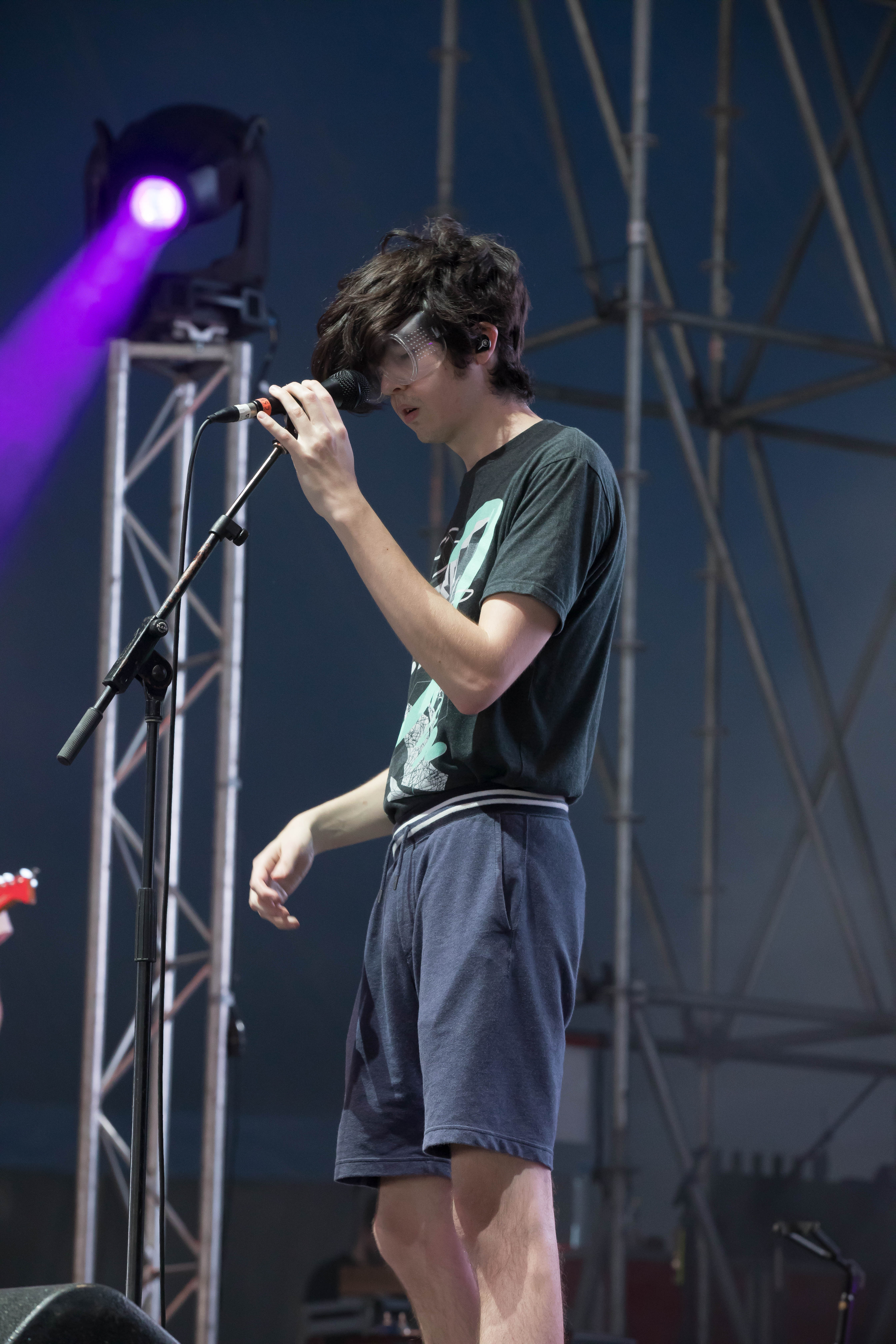
Will Toledo cantando como Car Seat Headrest en Australia (2018).

El 9 de enero de 2018, Matador Records anunció formalmente el lanzamiento de la versión regrabada de Twin Fantasy, conocida como Twin Fantasy (Face to Face), junto con el relanzamiento del álbum original. Face to Face salió al mercado el 16 de febrero de ese año, mientras que el original, retitulado como Twin Fantasy (Mirror to Mirror), se lanzó en vinilo como parte del Record Store Day del 21 de abril. Más tarde la banda lanzó una versión del tema «Fallen Horses», original de la banda Smash Mouth, la cual a su vez grabó una versión de «Something Soon» (perteneciente al álbum Teens of Style). Como parte de la promoción de Twin Fantasy, Car Seat Headrest comenzó una gira musical junto con la banda Naked Giants y tuvo apariciones en diversos festivales.
En agosto de 2018, cuando se le preguntó sobre su nuevo material, Toledo confirmó que estaba «grabando cosas nuevas en Ableton», y agregó que «podría haber algunas cosas que sorprendan a las personas que solo nos conocen como una "banda de rock"». La agrupación adelantó parte de su material nuevo en varias presentaciones en vivo en diciembre de 2018, como las canciones «Weightlifters» y «Can't Cool Me Down».
El 12 de junio de 2019 anunciaron su primer álbum en vivo, Commit Yourself Completely, que contiene grabaciones oficiales de la gira de Twin Fantasy, cuyas presentaciones se grabaron durante 2018. Salió a la venta el 17 de junio en formato digital únicamente.

### 2020-presente:Making A Door Less Open
El 26 de febrero de 2020, la banda anunció su primer álbum de estudio consistente en material completamente nuevo desde Teens of Denial (2016), titulado Making A Door Less Open. Este anuncio coincidió con el lanzamiento de «Can't Cool Me Down», el primer sencillo y la segunda canción del álbum. Toledo adelantó que el álbum marcaría una divergencia estilística con el material anterior, y describió su nuevo estilo como EDM, hip hop, futurismo, doo wop, soul y rock and roll. Tres sencillos más se lanzaron para promocionar el álbum entre marzo y abril de ese año: «Martin», «Hollywood» y «There Must Be More Than Blood». Toledo también presentó una nueva imagen de sí mismo para este trabajo, usando una máscara antigás modificada con luces LED parpadeantes como ojos, que también pertenece a un proyecto paralelo con el baterista Andrew Katz, llamado 1 Trait Danger. La banda planeaba que Trait también fuese el protagonista de un videojuego diseñado por Katz, sobre cómo el personaje fracasa tras firmar con una compañía discográfica y realizar un videoclip que costaba millones de dólares.
Making a Door Less Open se lanzó en tres formatos diferentes: vinilo, CD y streaming, cada uno con variaciones significativas en la lista de temas. El álbum fue recibido de manera desigual entre los fanáticos, quienes señalaron las muchas divergencias con los trabajos anteriores de la banda, mientras que en el medidor web de Metacritic posee un 77 % de aprobación, basado en críticas publicadas por varios medios musicales. Toledo dijo que él y la banda también estaban trabajando en un álbum complementario para este último lanzamiento, mientras que también buscaban formas de mejorar la máscara 1 Trait Danger para incorporarla en actuaciones en vivo. En junio de 2021, la banda publicó los EP MADLO: Influences (una colección de cuatro temas versionados) y MADLO: Remixes (cinco remezclas de temas incluidos en Making a Door Less Open).

## Discografía
| Álbum                           | Fecha de lanzamiento   |
| ------------------------------- | ---------------------- |
| 1                               | 1 de mayo de 2010      |
| 2                               | 1 de junio de 2010     |
| 3                               | 16 de julio de 2010    |
| 4                               | 16 de agosto de 2010   |
| My Back is Killing me Baby      | 26 de marzo de 2011    |
| Twin Fantasy (Mirror to Mirror) | 2 de noviembre de 2011 |
| Monomania                       | 1 de agosto de 2012    |
| Nervous Young Man               | 23 de agosto de 2013   |

| Álbum                       | Fecha de lanzamiento  |
| --------------------------- | --------------------- |
| Teens of Style              | 30 de octubre de 2015 |
| Teens of Denial             | 20 de mayo de 2016    |
| Twin Fantasy (Face to Face) | 16 de febrero de 2018 |
| Commit Yourself Completely  | 17 de junio de 2019   |
| Making a Door Less Open     | 1 de mayo de 2020     |

| EP                    | Fecha de lanzamiento |
| --------------------- | -------------------- |
| Sunburned Shirts      | 2010                 |
| Starving While Living | 2012                 |
| How to Leave Town     | 2014                 |